# Dahnivka, Horodok
Dahnivka (în ucraineană Дахнівка) este un sat în comuna Nemîrînți din raionul Horodok, regiunea Hmelnîțkîi, Ucraina.

## Demografie
Componența lingvistică a localității Dahnivka
     Ucraineană (100%)
Conform recensământului din 2001, toată populația localității Dahnivka era vorbitoare de ucraineană (100%).